# Pagrus major
Cá tráp đỏ Nhật Bản (Danh pháp khoa học: Pagrus major) hay còn gọi là cá tráp biển là một loài cá biển trong họ cá tráp Sparidae phân bố từ Ấn Độ đến Nhật Bản, sống ở các vùng nước bờ biển.

## Tổng quan
Hiện nay ở Nhật Bản có nhiều loài cá tráp như cá tráp đỏ (red sea bream), cá tráp đen (black porgy) và cá bánh đường ba chấm (yellowback sea bream) với những cái tên như Batodai, Hanadai, Ishidai, Kinmeidai, Mekkidai, nhưng loài nổi tiếng nhất là Madai (true sea bream). Ngay cả Madai cũng được gọi bằng nhiều tên khác nhau tùy vào khu vực: Oodai hay Hondai. Cá tráp đỏ Nhật Bản có vị trí quan trọng trong ẩm thực và văn hóa của đất nước này.
Nó được nuôi rất nhiều ở các tỉnh Ehime, Mie và Saga. Cá tự nhiên được đánh bắt chủ yếu ngoài khơi Nagasaki, Fukuoka, Kumamoto và Yamaguchi. Không có nhiều cá Madai được bắt ở Shizuoka nhưng các loài khác thì rất nhiều, đặc biệt là quanh bán đảo Izu. Sản lượng cá nuôi là 80.000 tấn một năm, sản lượng đánh bắt tự nhiên chỉ 15.000 tấn. Hàng năm Nhật Bản nhập khẩu khoảng 6.500 tấn.

## Đặc điểm
Chiều dài tối đa của cá là 100 cm. Chúng có thân cao, dẹp bên, răng phía sau của hàm nhỏ, giống như răng hàm, hàm dưới hơi ngắn hơn hàm trên, vây đuôi chia nhánh tương đối với thùy nhọn. phía trên đỏ thắm, phía dưới màu trắng bạc với nhiều chấm xanh óng ánh nhỏ nằm rải rác ở nửa trên của thân, các vây hơi hồng, với đỉnh của thùy đuôi dưới màu trắng.
Cá tráp có vảy cứng và xương. Thịt cá có thể được dùng làm sashimi chất lượng cao, phần đầu cũng có thể được nấu ăn, xương và đuôi cũng có thể được dùng nấu lấy nước cá. Cá tráp có thể được bảo quản trong kho đông lạnh hay trong tủ lạnh, nhưng nên được dùng ngay sau khi mua. Mùa cá tốt nhất kéo dài từ mùa đông cho tới mùa xuân.

## Trong văn hóa

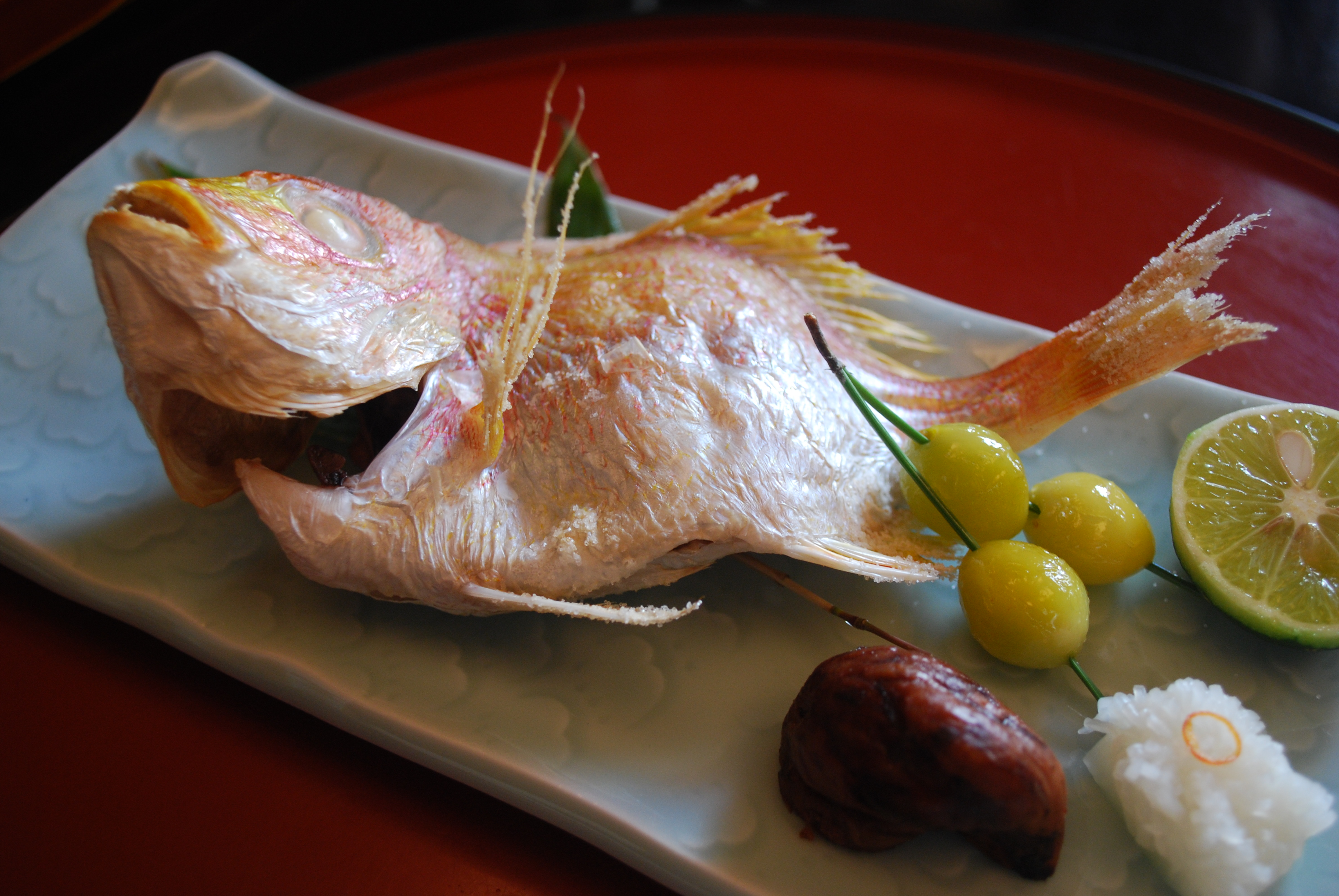

Loài cá này thường xuất hiện ở nhiều câu tục ngữ Nhật Bản. “Thả com tôm khô, bắt con cá tráp”, hay “Cá tráp ươn ăn cũng thấy ngon”. Những câu tục ngữ nổi tiếng này cho thấy trong văn hóa Nhật Bản, cá tráp đồng nghĩa với sự xa xỉ và chất lượng cao. Trong tiếng Nhật có một loại snack được gọi là taiyaki (たい焼き), có nghĩa gần giống “cá tráp nướng”. Tuy nhiên, đây chỉ là một loại bánh có hình cá làm bằng bột đậu có đường. Con cá là tai, cá tráp đỏ, được dịch sang tiếng Anh là ‘sea bream’, hoặc ‘red sea bream’, hoặc thỉnh thoảng chỉ là ‘snapper’.
Cá tráp đỏ có một vị trí đặc biệt trong nấu ăn Nhật Bản. Cá tráp đỏ có màu đỏ độc đáo được xem là đem lại may mắn và vì thế loài cá này thường được ăn nguyên con vào dịp năm mới, tiệc cưới hay các dịp đặc biệt. Tuy nhiên, người Nhật thích cá tráp đỏ không chỉ vì cái tên. Người Nhật Bản thường ăn cá tráp đỏ ở các đám cưới, ăn mừng sinh được em bé, hoặc năm mới, để may mắn. Thực tế, cá tráp đỏ chỉ là một trong số những món ăn năm mới truyền thống được xem là có triển vọng tốt vì tên của chúng.
Cá tráp đỏ được dùng để đánh dấu chiến thắng, bởi vì tên của nó trong tiếng Nhật tương tự từ có nghĩa “đáng để ăn mừng”. Con cá được ăn để có may mắn trong các dịp vui vẻ. Con cá không phải là vật trang trí chỉ được dùng bởi các chính trị gia, những tay đô vật sumo chiến thắng hoặc trên bàn ăn để ăn mừng những dịp vui vẻ. Một lý do cho điều này ở Nhật Bản là sự tương tự của từ ‘Tai’ và từ ‘vui mừng’, ‘triển vọng tốt’ hoặc ‘đáng để ăn mừng’ – o-medetai. Cầm con cá ám chỉ một trò chơi chữ, con cá ‘tai’ đại diện cho ‘o-medetai’”, Con cá càng lớn càng tốt, nó cho thấy người vung mạnh mẽ.

## Trong ẩm thực

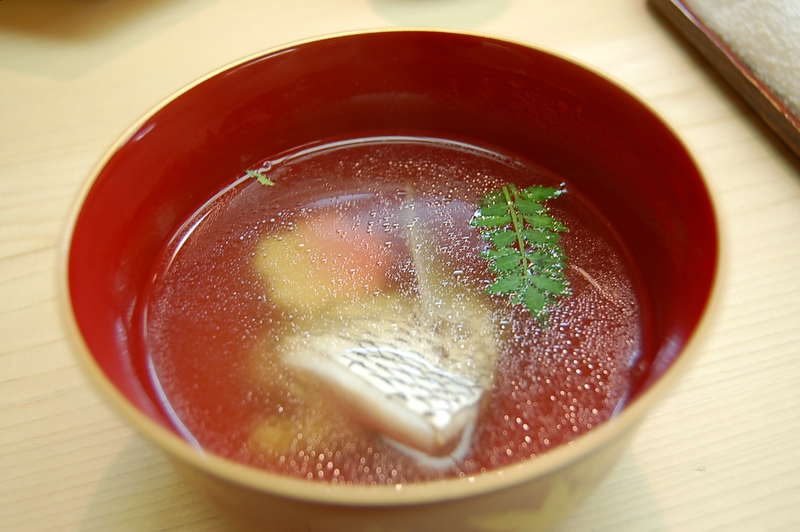

Nó cũng là một con cá ăn ngon nhất, tại Nhật Bản từ lâu nó đã được xem là ‘vua của các loài cá’ ở Nhật Bản, được dùng làm thực phẩm ít nhất 5.000 năm, và được dùng làm cống vật hàng năm cho các hoàng đế. Cá tráp đỏ bắt được ở biển In được vận chuyển tới chợ cá Osaka, nơi nó nổi tiếng đến nỗi một vị trí đặc biệt ở chợ dành riêng cho cá tráp sống được thành lập vào năm 1831.
Madai là loại nguyên liệu được ưa thích ở Nhật Bản để làm sashimi. Người Nhật cũng thích nướng và hấp. Từ xa xưa, người Nhật cũng đã bảo quản cá nguyên liệu trong miso gạo, mirin (rượu sake ngọt), và konbu (rong biển), nhưng ngày nay loại cá này đã trở thành món ăn xa xỉ. Chỉ có loài ít giá trị hơn, như kinmeidai, là được làm khô (himono), một loại đặc sản của vùng Shizuoka, vùng này sản xuất phân nửa tất cả các loại cá khô ở Nhật Bản.
Konbujime/nigiri sushi tẩm trong rong biển. Khi làm sushi, madai (và các loại cá tráp khác) là rất đa dạng. Hoặc món nigiri sushi đơn giản, Oshizzushi/sushi ép, oặc Zuke/ướp trong ponzu, sake, mirin. Cá tráp trông ngon trong món temarizushi/ sushi nigiri tròn nhỏ kiểu Kyoto. Tai shirako, giống như tarako/cá tuyết, túi tinh của con cá tráp đực được đánh giá cao, thậm chí hơn cả túi tinh của cá tuyết, có thể ăn sống/luộc hoặc nướng sơ hoặc trong gunkan sushi nigiri.